# Kaetlyn Osmond
Pour les articles homonymes, voir Osmond.
Kaetlyn Osmond, née le 5 décembre 1995 à Marystown, à Terre-Neuve-et-Labrador, est une patineuse artistique canadienne. Elle participe aux Jeux olympiques d'hiver de 2014 à Sotchi, où elle remporte la médaille d'argent à l'épreuve par équipes, et aux Jeux olympiques d'hiver de 2018 où elle remporte l'or par équipes ainsi que le bronze au programme individuel.
Elle a gagné trois championnats canadiens (2013, 2014, 2017), deux médailles aux championnats mondiaux (or et argent) et trois médailles olympiques. Elle est la patineuse canadienne en simple la plus décorée de l'histoire du patinage artistique du Canada.

## Biographie
Kaetlyn Osmond commence à patiner à l'âge de deux ans. À six, elle déménage à Montréal pour parfaire sa formation avec l’entraîneur Josée Picard. À l'âge de onze ans, elle déménage en Alberta où elle s’entraîne toujours avec son entraîneur actuel : Ravi Walia.
Le 3 mai 2019, Kaetlyn Osmond annonce qu'elle met un terme à sa carrière, à 23 ans seulement. Elle avait annoncé durant l'été 2018 qu'elle ne patinerait pas en 2018-2019 afin de réfléchir à son avenir.

## Carrière sportive
Kaetlyn Osmond fait sa première compétition de niveau senior lors des championnats canadiens de 2012 alors qu’elle n’a que 16 ans. Elle arrivera en troisième position lors de cette compétition. L'année suivante, elle participe à ses premiers championnats du monde et après avoir obtenu la 4e place après le programme court, elle chute durant son programme libre et termine à la 8e place.
Pour ses premiers Jeux en 2014, elle remporte la médaille d'argent par équipes et termine 13e en individuel. En septembre suivant, elle se casse le péroné lors d'un entraînement et doit abandonner sa saison 2014-2015. Aux Championnats du monde 2017, elle remporte la médaille d'argent en individuel.
Aux Jeux olympiques de 2018, Kaetlyn Osmond remporte la médaille de bronze à l’épreuve individuelle et la médaille d’or en équipe. Quelques semaines plus tard, elle remporte les Mondiaux et devient la première patineuse canadienne a remporter le titre mondial en individuel en 45 ans.
Elle prend finalement sa retraite le 3 mai 2019 à 23 ans seulement après avoir pris une pause lors de la saison 2018-2019. Elle est la patineuse artistique la plus médaillées de l'histoire du Canada.

## Palmarès
| Compétition                         | 2012    | 2013    | 2014    | 2015    | 2016    | 2017    | 2018    |
| Jeux olympiques d'hiver             |         |         | 13e     |         |         |         | 3e      |
| Championnats du monde               |         | 8e      | 11e     |         |         | 2e      | 1re     |
| Quatre continents                   |         | 7e      |         |         | 6e      | 4e      |         |
| Championnats du Canada              | 3e      | 1re     | 1re     | F       | 3e      | 1re     | 2e      |
| Championnats du monde juniors       | 10e     |         |         |         |         |         |         |
|                                     |         |         |         |         |         |         |         |
| Grand Prix ISU                      | 2011/12 | 2012/13 | 2013/14 | 2014/15 | 2015/16 | 2016/17 | 2017/18 |
| Finale du Grand Prix                |         |         |         |         |         | 4e      | 3e      |
| Skate Canada                        |         | 1re     | A       | F       | 11e     | 2e      | 1re     |
| Coupe de Chine                      |         |         |         |         |         | 2e      |         |
| Trophée de France                   |         |         |         | F       |         |         | 3e      |
| Coupe de Russie                     |         |         | F       |         |         |         |         |
| Trophée NHK                         |         |         |         |         | 6e      |         |         |
| Légende : F = Forfait ; A = Abandon |         |         |         |         |         |         |         |